# Flickorna gör slag i saken
Flickorna gör slag i saken är en amerikansk film från 1936 i regi av Henry Koster. Filmen är en musikalkomedi och var Deanna Durbins långfilmsdebut som skådespelare. Durbin hade tidigare medverkat i en kortfilm inspelad för MGM, Every Sunday. 1939 fick filmen en uppföljare, Envis som synden.

## Rollista
- Deanna Durbin - Penny
- Nan Grey - Joan
- Barbara Read - Kay
- Binnie Barnes - Donna Lyons
- Charles Winninger - Judson Craig
- Alice Brady - Mrs. Lyons
- Ray Milland - Lord Michael Stuart
- Mischa Auer - greve Arisztid
- Ernest Cossart - Binns
- Lucile Watson - Martha
- John King - Bill Evans
- Nella Walker - Dorothy Craig
- Hobart Cavanaugh - Wilbur Lamb
- Franklin Pangborn - juvelerare (ej krediterad)